# Expo ’86

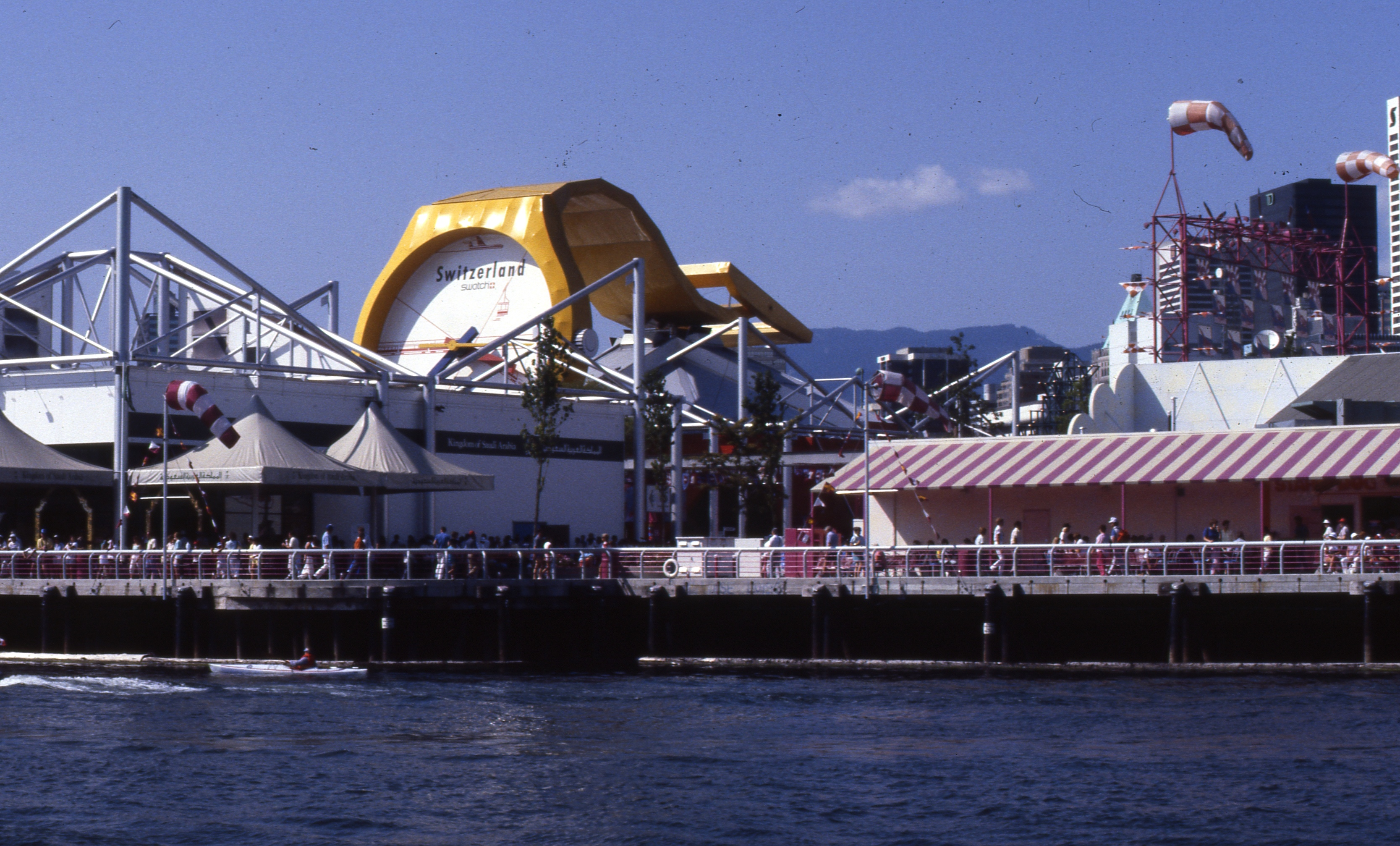
Pawilon Szwajcarii

Expo ’86 (pełna nazwa: Światowa Wystawa „Expo 86” – wystawa światowa, zorganizowana w Vancouver w Kanadzie, pod hasłem „Świat w ruchu – świat we wzajemnych związkach” („World in Motion - World in Touch”) czyli wszystko o transporcie i komunikacji. Była otwarta dla zwiedzających od 2 maja do 13 października 1986 przez 163 dni i przyciągnęła około 22 milionów odwiedzających. Uczestniczyło w niej 55 krajów. Była to dopiero druga wystawa światowa zorganizowana w Kanadzie, poprzednia była w roku 1967 w Montrealu.
Z okazji wystawy w centrum miasta wybudowano pawilony wystawowe na terenie wystawowym objętym 173 akrów (70 ha) powierzchni oraz napowietrzne (nadziemne) metro SkyTrain otwarte pod koniec 1985 roku, tuż przed EXPO.

## Expo w liczbach
- całkowity koszt zorganizowania i przygotowania wystawy 0,59 mld dolarów USA,
- liczba uczestniczących państw – 55,
- liczba sprzedanych biletów – ok. 22,1 mln (ceny od 14.95 do $34.95 dolarów amerykańskich)